# Super Robot Wars Original Generation: The Animation
Super Robot Wars Original Generation: The Animation (スーパーロボット大戦Original Generation The Animation?, Sūpā Robotto Taisen Orijinaru Jenerēshon Za Animēshon) è una serie di OAV di tre episodi, prodotti nel 2005 dalla Bandai Visual e animati dalla Brain's Base. La storia della serie si svolge dopo gli eventi del videogioco della Banpresto per Game Boy Advance Super Robot Wars: Original Generation 2.

## Trama
Ambientato dopo gli eventi di Original Generation 2, una flotta di nemici sconosciuti chiamati Bartolls improvvisamente attacca la popolazione terrestre, annientando qualunque forma di resistenza, ed uccidendo milioni di cittadini. I membri della squadra ATX Kyosuke, Excellen e Bullet, insieme a Ryusei, Rai ed Aya della squadra SRX vengono inviati in ricognizione della base dei nemici, prima che la Terra venga completamente distrutta.

## Colonna sonora
Sigla di apertura
- Meikyuu no Prisoner cantata dai JAM Project

Sigla di chiusura
- Protect You cantata dai JAM Project con Masaaki Endō e Masami Okui
- Name of the Truth cantata dai JAM Project con Rica Matsumoto e Hiroshi Kitadani
- Hoshi no REQUIEM cantata dai JAM Project con Hironobu Kageyama e Yoshiki Fukuyama

## Episodi
| Nº | Giapponese 「Kanji」 - Rōmaji                              | Prima edizione   | Prima edizione |
| Nº | Giapponese 「Kanji」 - Rōmaji                              | Giapponese       |                |
| 1  | 「群れなす機械（バルトール）」 - Murenasu kikai (VALTOLLE) | 27 maggio 2005   |                |
| 2  | 「ヒトという部品（パーツ）」 - HITO to iu buhin (PARTS)    | 26 agosto 2005   |                |
| 3  | 「迷宮の囚人（プリズナー）」 - Nuikyū no shūjin (PRISONER) | 23 dicembre 2005 |                |